# Jill Evans
Jill Evans (Ystrad Rhondda, Gal·les, 8 de maig de 1959) és una política que ha estat eurodiputada del País de Gal·les de l'Aliança Lliure Europea, com a vicepresidenta primera del grup Verds/ALE, el quart més nombrós del Parlament Europeu, entre 1999 i 2020, quan el Regne Unit va abandonar la Unió Europea –en contra de la seva voluntat. Va ser la primera persona a utilitzar la llengua gal·lesa en el debat al Parlament Europeu.
Va ser presidenta del Plaid Cymru fins que aquest càrrec fou suprimit el 2013. Va ser escollida per primer cop el 1999 i reescollida el 2009. Ha estat membre de la Comissió de Medi Ambient, Salut Pública i Seguretat Alimentària i de la Delegació de relacions amb l'Iraq. També ha estat la portaveu del Plaid Cymru per a afers internacionals i europeus.

## Formació
Evans va néixer a Ystrad, Rhondda. Va estudiar a Tonypandy Grammar School abans d'assistir a la Politècnica de Gal·les, Trefforest (ara la Universitat de Gal·les del Sud) on va obtenir una llicenciatura en gal·lès a la Universitat d'Aberystwyth i més tard un màster en filosofia.

## Carrera professional
Va treballar com a ajudant d'investigació a l'antiga Politècnica de Gal·les. Més tard va treballar com a oficial d'afers públics per a la Federació Nacional d'Instituts de Dones de Gal·les durant sis anys. Després de la seva primera elecció per a un càrrec públic, va ocupar el càrrec d'Organitzadora de Gal·les per a CHILD, la xarxa de suport a la infertilitat.

## Carrera política [ modifica ]
Va ser una activista política abans de ser elegida per a un càrrec públic, i va participar en la campanya de Greenham Common.  Es va presentar per primera vegada a Torfaen a les eleccions generals de 1987. Més tard va ser elegida membre del Consell Municipal de Rhondda el 1992, del Consell del Comtat de Mid Glamorgan el 1993 i, després de l'abolició d'aquests, del Consell de Rhondda Cynon Taf el 1995, al qual va renunciar el 1999.
Durant la seva etapa com a consellera, va ser escollida com a membre suplent de Plaid Cymru del Comitè de les Regions el 1993 i també va ser la representant del partit a l'Aliança Lliure Europea. L'any 2004 es va convertir en la primera diputada del Parlament Europeu a utilitzar la llengua gal·lesa en el debat, després d'un canvi en les normes, que permetia l'ús d'una llengua no oficial de la UE, encara que sense el benefici de la traducció. Després de fer la major part del seu discurs en anglès, va reiterar els punts clau en gal·lès, dient que era un pas endavant cap a una Europa dels pobles i una Europa que vol celebrar la seva diversitat.
Va ser presidenta de Plaid Cymru entre 1994 i 1996. El juny de 1999 va ser escollida diputada al Parlament Europeu per Gal·les, convertint-se en una de les primeres eurodiputades del partit. Fou reelegida en les eleccions posteriors de 2004, 2009, 2014 i 2019, fins a la retirada del Regne Unit de la Comunitat Europea.
Tot i retirada de la política electa, manté la implicació política i social i, així, és directora d'Afers Internacionals de Plaid Cymru, presidenta de la campanya de Gal·les per al desarmament nuclear i membre de la junta de la noca Academi Heddwch, l'institut de pau gal·lès. Interessada en la equitat lingüística, va ser la primera persona que va fer servir la llengua gal·lesa en el debat parlamentari i és autora de l'informe La igualtat lingüística a l'era digital, que presentà a la Comissió de Cultura i Educació del Parlament Europeu i posaria les bases per al projecte ELE –European Language Equality.